# سامنر (میسیسیپی)
سامنر (به انگلیسی: Sumner) شهرکی در ایالت میسیسیپی کشور ایالات متحده آمریکا است که جمعیت آن در سرشماری سال ۲۰۱۰ میلادی، ۳۱۶
نفر بوده‌است.